# Jože Osterman (gospodarstvenik)
Jože Osterman, slovenski gozdar in gospodarstvenik, * 1. marec 1914, Kranj, † 14. februar 2004, Ljubljana.
Leta 1940 je diplomiral iz gozdarstva na Agronomski fakulteti v Beogradu. Med 2. svetovno vojno je bil nekaj časa v ujetništvi v Nemčiji, po vrnitvi v domovino je sodeloval v narodnoosvobodilni borbi, med drugim kot pokrajinski gozdarski instruktor. Po osvoboditvi je služboval v ministrstvu za gozdarsvo Ljudske republike Slovenije, v letih 1947–1953 je bil direktor Gorenjskega gozdnega gospodarstva na Bledu, nato generalni direktor Slovenijalesa in v letih 1954–1958 direktor poslovne zveze za gozdno gospodarstvo v Radovljici. Leta 1958 je postal direktor prisilne uprave tovarne športne opreme Elan, po uspešni sanaciji podjetja pa v letih 1958–1974 generalni direktor. Zaslužen je za uspešen razvoj Elana, ki je v močni mednarodni konkurenci prodalo na zahodne trge preko polovico proizvodnje. Leta 1963 je bil na njegovo pobudo ustanovljen razvojni inštitut, ki je skrbel za razvoj novih modelov smuči, njihovo kakavost in uveljavljanje. Bil je tudi pobudnik nastanka Alpskega letalskega centra v Lescah ter Veslaškega kluba na Bledu. Za uspešno delo v gospodarstvu je leta 1971 prejel Kraigherjevo nagrado.